# Ловійса
Ловійса (фін. Loviisa, швед. Lovisa) — місто в Фінляндії, провінція Уусімаа. На узбережжі Фінської затоки за 87 км на схід від Гельсінкі. Істотна частка населення — шведомовне. У місті — АЕС Ловійса.

## Географія
Ловійса межує з муніципалітетами Коувола, Лапін'ярві, Мюрскюля, Порвоо та Пюгтяа. Ловійса разом з Лапін'ярві утворюють субпровінцію. 2010 до міського муніципалітету приєднались муніципалітети Перная, Лільєндал та Руотсінпюгтяа.
Місто розташоване на міжнародній трасі Е18 «Санкт-Петербург — Гельсинкі».
Населення  — 15458 жителів (2014), 43 %  — розмовляють шведською, площа  — 1,751.49 км², водяне дзеркало  — 931,92 км², щільність населення  — 18,86 осіб/км².

## Історія
Заснована 1745 як прикордонне військове містечко Шведського королівства на межі земель, окупованих Московією у Карелії. Більшість укріплень збереглися (зокрема й казарми). 1752 місто перейменоване на честь Ульріки Луїзи (Ловіси), королеви Швеції — дружини короля Адольфа Фредеріка.
З 1812 — у складі Великого князівства Фінляндського Російської імперії. Після здобуття самостійності Фінляндії, місто залишалося форпостом шведської національної меншини, хоч кількість шведомовних мешканців постійно зменшувалося. Проте це не заважає громаді міста постійно голосувати за Шведську національну партію, яка перемогла у Ловійсі і на парламентських виборах 2011.

## Економіка
У місті морський торговий порт Валко.
У Ловійсі одна з двох атомних електростанцій Фінлядії (два ядерних реактори).
Розвинений туризм, популярні ярмарки. Потік транзитних пасажирів з Російської Федерації.

## Персоналії
У місті народився Вернер Векман (1882—1968) — фінський борець греко-римського стилю, чемпіон світу, дворазовий чемпіон Олімпійських ігор. Перший фінський олімпійський чемпіон.

## Галерея
|  |  |  |

|  |  |  |

## Міста-побратими
- Хаапсалу Естонія
- Гіллеред, Данія
- Гортен, Норвегія
- Карлскруна, Швеція
- Оулафсфьордюр, Ісландія
- Пакш, Угорщина
- Вараш, Україна[6]